# MelloWonder
Singles
1. Love's Light in Flight / Love Trippin'
Sortie : 5 mai 2015

MelloWonder, sous-titré Songs in the Key of Stevie, est un album-hommage instrumental du musicien Bob Baldwin (en) à l'auteur-compositeur-interprète Stevie Wonder, sorti en 2015.

## Listes des pistes
| MelloWonder | MelloWonder                                   | MelloWonder                | MelloWonder | MelloWonder | MelloWonder | MelloWonder | MelloWonder | MelloWonder | MelloWonder |
| No          | Titre                                         | Auteur                     | Durée       |             |             |             |             |             |             |
| ----------- | --------------------------------------------- | -------------------------- | ----------- | ----------- | ----------- | ----------- | ----------- | ----------- | ----------- |
| 1.          | The Real Thing/Keepin' It Real                | Stevie Wonder, Bob Baldwin | 5:30        |             |             |             |             |             |             |
| 2.          | Creepin'                                      | Wonder                     | 5:19        |             |             |             |             |             |             |
| 3.          | Don't You Worry 'bout a Thing                 | Wonder                     | 5:13        |             |             |             |             |             |             |
| 4.          | That Girl                                     | Wonder                     | 5:57        |             |             |             |             |             |             |
| 5.          | Lately/No More Tears                          | Wonder, Baldwin            | 5:52        |             |             |             |             |             |             |
| 6.          | Love's Light in Flight/Love Trippin'          | Wonder, Baldwin            | 6:13        |             |             |             |             |             |             |
| 7.          | The Stevie Wonder Mashup                      | Ron Miller, Orlando Murden | 4:39        |             |             |             |             |             |             |
| 8.          | Wonder Wander                                 | Baldwin                    | 3:36        |             |             |             |             |             |             |
| 9.          | Stevie                                        | Baldwin                    | 5:59        |             |             |             |             |             |             |
| 10.         | You and I/The Wedding Suite                   | Wonder, Baldwin            | 6:14        |             |             |             |             |             |             |
| 11.         | Rocket Love/Back to Earth                     | Wonder, Baldwin            | 5:57        |             |             |             |             |             |             |
| 12.         | Superwoman (Where Were You When I Needed You) | Wonder                     | 6:10        |             |             |             |             |             |             |
| 13.         | Looking for Another Pure Love                 | Wonder                     | 3:57        |             |             |             |             |             |             |
| 14.         | Love's in Need of Love Today                  | Wonder                     | 4:54        |             |             |             |             |             |             |
| 75:30       |                                               |                            |             |             |             |             |             |             |             |

## Format
L'album sort en disque compact le 16 juin 2015 chez City Sketches/Red River Records et est distribué par Sony Red Music.

## Personnel
- Bob Baldwin (en) : basse, batterie, Fender Rhodes, claviers, melodica, basse Moog, percussions, piano, voix
- Dave Anderson, Tres' Gilbert : basse
- Erma Dionne Davis, Renita Pope : alto (viola), violon
- Jorel Flynn : batterie, cymbales
- Ryan Kilgore : saxophone
- Chieli Minucci (en), Derek Scott, U-Nam : guitare
- Stanley Thompson : voix
- Ragan Whiteside : flûte

## Singles
- Love's Light in Flight / Love Trippin' sort en single le 5 mai 2015 au format digital à l'occasion du 65e anniversaire de Stevie Wonder[3].